# Adeline Molamure
Adeline Molamure, född 1890, död 1977, var en lankesisk politiker.
Hon blev 1931 sitt lands första kvinnliga parlamentariker. 